# Ivan Basso
Ivan Basso (Gallarate, 26 november 1977) is een Italiaans voormalig wielrenner, die actief was als beroepsrenner van 1999 tot 2016. Gespecialiseerd in etappewedstrijden, bleek hij in zijn beste jaren een zeer goede klimmer en een capabele tijdrijder.

## Wielercarrière

### Carrière vóór schorsing
Basso begon zijn profcarrière in 1999 bij Riso Scotti, de voortzetting van het grote MG Maglificio, nadat hij bij de beloften in 1998 wereldkampioen op de weg geworden was. In de seizoenen 2001-2003 reed hij voor de Italiaanse Fassa Bortolo ploeg. Na verschillende kleine overwinningen en ereplaatsen in grotere wedstrijden in zijn eerste beroepsjaren won hij in 2002 het jongerenklassement van de Ronde van Frankrijk (de witte trui) en werd hij elfde in de algemene stand. In de Tour de France van 2003 werd hij zevende in het eindklassement, waaruit bleek dat hij een renner zou kunnen worden die kon meedingen voor de overwinningen in het algemeen klassement van de grote rondes.

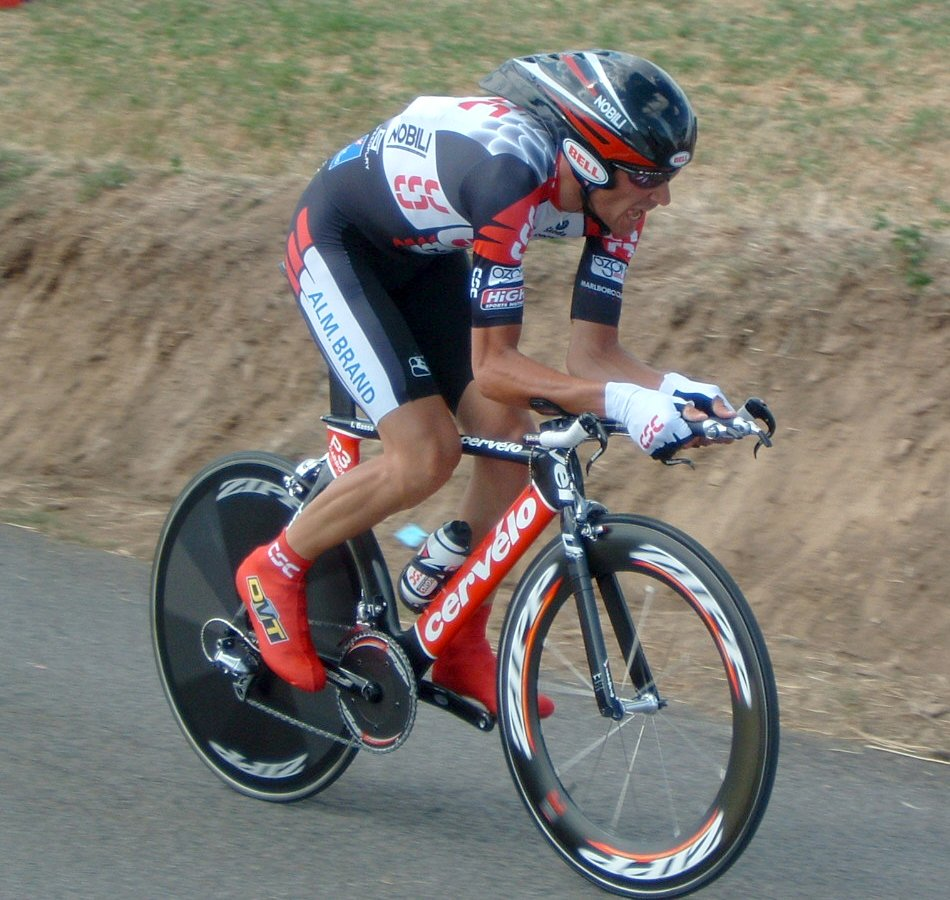
Ivan Basso tijdens de Ronde van Frankrijk 2005

Deze ontwikkeling voltrok zich inderdaad blijkens zijn prestaties in de Ronde van Frankrijk van 2004. In het shirt van de Deense ploeg Team CSC won hij de 11e etappe naar La Mongie en in de andere bergetappes wist hij als enige Lance Armstrong bij te houden. Enkel zijn tijdritten leverde hem duidelijk tijdverlies op, wat hem uiteindelijk een derde plaats in het eindklassement opleverde achter Lance Armstrong en Andreas Klöden.
In 2005 reed hij voor de derde keer de Ronde van Italië, dit keer met als doel de eindoverwinning. Hij begon uitstekend en veroverde tijdens de 10e etappe de roze leiderstrui, maar maagproblemen, veroorzaakt door het drinken van te koud water, gooiden roet in het eten. Hij verloor in een enkele etappe bijna 40 minuten op zijn voornaamste rivalen. Toen hij hersteld was won hij nog wel twee etappes, maar hij eindigde 28e in het eindklassement. Later dat jaar nam hij evenwel ook deel aan de Tour, waar hij ditmaal tweede werd, zij het op geruime afstand van Lance Armstrong.
In 2006 kon hij de overwinning pakken in de Ronde van Italië. Deze overwinning behaalde hij met schijnbaar gemak: Met drie ritzeges en de nummer twee José Enrique Gutiérrez op meer dan negen minuten.
Basso had vervolgens als doelstelling een dubbelslag te behalen: Het winnen van zowel de Ronde van Frankrijk als de Ronde van Italië in één jaar. In het moderne wielrennen een uitzonderlijke uitdaging, die toen in 1998 voor het laatst voltooid was door Marco Pantani. Een dag voor de start van die Ronde van Frankrijk werd hij echter voorlopig geschorst door zijn ploegleiding nadat zijn naam opgedoken was in een dopingschandaal.

### Operación Puerto
De naam van Ivan Basso dook op in het dopingschandaal rond Manolo Saiz en sportarts Eufemiano Fuentes, dat bekend is komen te staan als Operación Puerto .
Begin oktober 2006 werd Basso door de Italiaanse Olympische Commissie (CONI) vrijgesproken van dopinggebruik, wegens gebrek aan bewijs. Ondanks de vrijspraak moest hij wel vertrekken bij Team CSC. In 2007 kwam hij onder contract bij Discovery Channel.
In april 2007 maakte het CONI bekend dat Basso zich alsnog zou moeten verantwoorden voor zijn aandeel in de zaak-Puerto. Basso werd opnieuw verdacht van het gebruik of een poging tot gebruik van een verboden substantie of een verboden methode. Mogelijk zou het Italiaanse gerecht toch een DNA-test kunnen uitvoeren op verdacht bloed dat aan Basso gelinkt zou kunnen worden. Het gerecht zou nu beschikken over een van de bloedzakjes met de codenaam Birillo, de naam van de hond van Basso. Door deze nieuwe ontwikkeling werd Basso door zijn ploeg Discovery Channel voorlopig geschorst. Op 30 april 2007 besliste hij eigenhandig bij zijn team op te stappen en een week later werd bekend dat Basso tijdens een recent verhoor door de Italiaanse Olympische Commissie (CONI) zijn intentie tot dopinggebruik had toegegeven. Hij beweerde van plan te zijn geweest doping te gebruiken voor de Ronde van Frankrijk, maar nooit echt verboden middelen genomen te hebben. Met deze bekentenis riskeerde hij een schorsing van twee jaar, die hij een maand later ook kreeg opgelegd. Basso liet weten zijn toekomst op te willen bouwen rond de strijd tegen doping.
De schorsing liep al af op 24 oktober 2008 omdat de twee jaar zijn gerekend vanaf de datum waarop hij een verdachte werd in de Operación Puerto.

### Na de schorsing

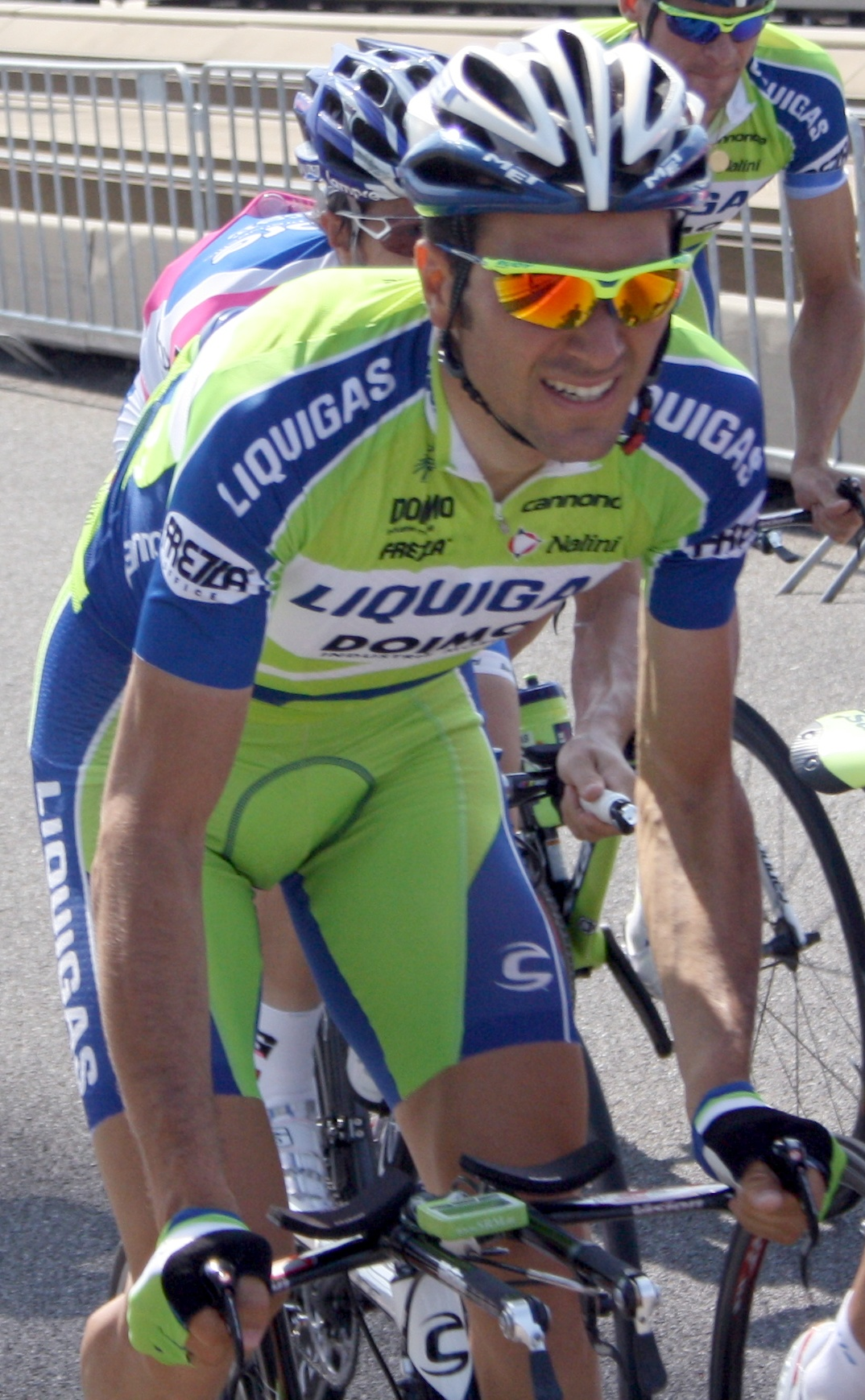
Basso tijdens de Ronde van Frankrijk 2010

Eind 2008 keerde de Italiaan terug in het peloton, in het shirt van Liquigas. Zijn eerste wedstrijd was de Japan Cup van 26 oktober 2008, waarin hij als derde eindigde. In 2009 was hij nog niet welkom in de Ronde van Frankrijk, dus reed hij de Giro en Vuelta. Hij kon meteen weer met de beste klassementsrenners mee en eindigde als 3e en 4e in deze rondes. In 2009 wist hij bij de beste vijf te eindigen in zowel de Ronde van Italië als de Ronde van Spanje. In 2010 behaalde hij voor de tweede maal in zijn carrière de eindzege in de Ronde van Italië.
In 2010 startte Basso als kopman van Liquigas aan de Giro. Vooraf werd hij samen met Cadel Evans gezien als een van de topfavorieten. Na de winst in de ploegentijdrit leken hij en ploeggenoot Vincenzo Nibali goede papieren te hebben voor een sterk eindklassement, maar in de 7e etappe naar Montalcino kwamen beide renners ten val en verloren ze veel tijd. In de memorabele 11e etappe naar L'Aquila kregen liefst 56 man een grote voorsprong op de favorieten waardoor alle toppers, waaronder Basso, een grote achterstand opliepen in het klassement. Basso bleek de daaropvolgende inhaalslag het best aan te kunnen. Na winst op de Monte Zoncolan (15e etappe) was duidelijk dat Basso de beste klimmer in deze Giro was. Na de 19e etappe kwam Basso in de roze leiderstrui terecht, die hij in het slotweekend zonder problemen wist te verdedigen. Zo won Basso zijn tweede grote ronde.
Na deze zege deed Basso sportief een stapje terug door als meesterknecht voor nieuwe kampioenen als Alberto Contador op te treden, zoals in de Ronde van Italië van 2015.

#### Teelbalkanker en afscheid
Op de eerste rustdag van de Ronde van Frankrijk 2015, op 13 juli, maakte Basso tijdens een persconferentie bekend dat bij hem, na een medisch onderzoek na een val, teelbalkanker was vastgesteld en meteen de Tour de France zou verlaten voor behandeling. Oktober 2015, enkele maanden na zijn behandeling, maakte hij bekend dat hij zou stoppen als actief wielrenner daar hij zichzelf niet meer voldoende competitief voelde voor het professioneel wielrennen op hoog niveau.

## Belangrijke overwinningen

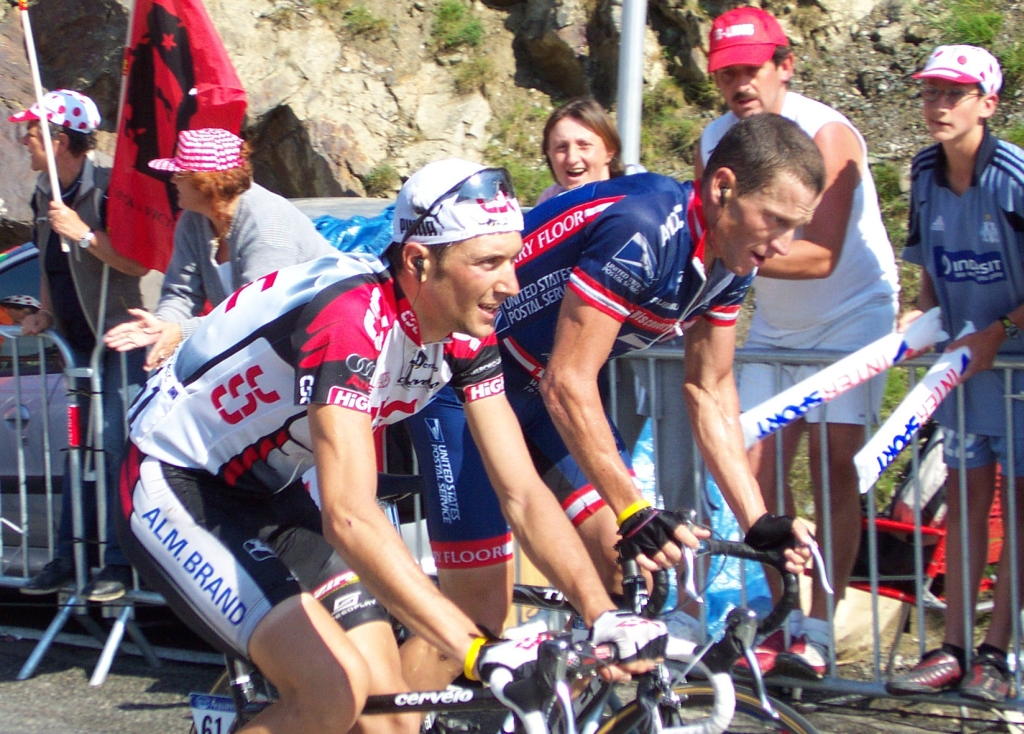
Ivan Basso en Lance Armstrong tijdens de Ronde van Frankrijk 2004

1997
Gran Premio Industria e Commercio di San Vendemiano
1998
 Wereldkampioen op de weg, Beloften
1e en 2e etappe Triptyque Ardennais
Eindklassement Triptyque Ardennais
Proloog en 2e etappe Giro Ciclistico Pesca e Nettarina di Romagna
Eindklassement Giro Ciclistico Pesca e Nettarina di Romagna
1999
2e etappe Giro delle Regioni
2000
1e en 3e etappe deel B Regio Tour
2001
1e etappe Ronde van de Middellandse Zee
5e etappe Euskal Bizikleta
5e etappe Ronde van Oostenrijk
2002
 Jongerenklassement Ronde van Frankrijk
2004
12e etappe Ronde van Frankrijk
Ronde van Emilië
2005
17e en 18e etappe Ronde van Italië
1e, 2e, 3e en 5e etappe Ronde van Denemarken
Eindklassement Ronde van Denemarken
2006
2e etappe Internationaal Wegcriterium
Eindklassement Internationaal Wegcriterium
2e etappe Circuit de la Sarthe
5e (ploegentijdrit), 8e, 16e en 20e etappe Ronde van Italië
 Eindklassement Ronde van Italië
2009
Eindklassement Ronde van Trentino
2010
4e (ploegentijdrit) en 15e etappe Ronde van Italië
 Eindklassement Ronde van Italië
GP Industria e Commercio Artigianato Carnaghese
2011
GP Lugano
4e etappe Ronde van Padanië
Eindklassement Ronde van Padanië
2012
Japan Cup

## Resultaten in voornaamste wedstrijden
| Jaar | Ronde van Italië | Ronde van Frankrijk | Ronde van Spanje |
| ---- | ---------------- | ------------------- | ---------------- |
| 1999 | opgave           |                     |                  |
| 2000 | 52e              |                     |                  |
| 2001 |                  | opgave              |                  |
| 2002 |                  | 10e                 |                  |
| 2003 |                  | 7e                  |                  |
| 2004 |                  | ↑ (1)               |                  |
| 2005 | 28e (2)          | ↑                   |                  |
| 2006 | ↑ (3)            |                     |                  |
| 2009 | ↑                |                     | 4e               |
| 2010 | ↑ (1)            | 32e                 |                  |
| 2011 |                  | 7e                  |                  |
| 2012 | 5e               | 25e                 |                  |
| 2013 |                  |                     | opgave           |
| 2014 | 15e              |                     |                  |
| 2015 | 51e              | opgave              |                  |

| Jaar | Milaan-San Remo | Amstel Gold Race | Luik-Bast.‑Luik | Ronde van Lombardije | Waalse Pijl | Parijs-Brussel | Clásica San Sebastián |  | WK op de weg |  | Wereldranglijsten |
| ---- | --------------- | ---------------- | --------------- | -------------------- | ----------- | -------------- | --------------------- |  | ------------ |  | ----------------- |
| 1999 |                 |                  |                 |                      |             |                | 36e                   |  | opgave       |  |                   |
| 2000 | 89e             | opgave           |                 |                      |             |                |                       |  |              |  |                   |
| 2001 |                 | 30e              | 61e             | 45e                  | ↑           |                |                       |  | 41e          |  |                   |
| 2002 | 46e             | 30e              | ↑               | 15e                  | 28e         | 70e            | 50e                   |  |              |  | 16e (UWB)         |
| 2003 |                 | 33e              | 10e             |                      | 48e         | 11e            | ↑                     |  | opgave       |  |                   |
| 2004 |                 |                  | 8e              | ↑                    | 30e         |                | 6e                    |  | 11e          |  |                   |
| 2005 |                 | 58e              | 18e             |                      | 38e         |                |                       |  |              |  | 24e (UPT)         |
| 2006 |                 |                  | 10e             |                      | 32e         |                |                       |  |              |  | 9e (UPT)          |
| 2009 | 44e             |                  | 43e             | 13e                  |             |                |                       |  | 16e          |  | 14e (UWK)         |
| 2010 |                 |                  |                 |                      |             |                |                       |  |              |  | 21e (UWK)         |
| 2011 |                 |                  | 72e             | 4e                   | 50e         |                | 34e                   |  |              |  | 14e (UWT)         |
| 2012 |                 |                  |                 | 28e                  |             |                |                       |  |              |  | 59e (UWT)         |
| 2013 |                 |                  |                 | 11e                  |             |                |                       |  |              |  |                   |
| 2014 |                 |                  |                 | opgave               |             |                |                       |  |              |  |                   |
| 2015 |                 |                  |                 |                      |             |                |                       |  |              |  |                   |

## Ploegen
- 1998 –  Asics-C.G.A. (stagiair, vanaf 01-09)
- 1999 –  Riso Scotti-Vinavil (vanaf 01-05)
- 2000 –  Amica Chips-Tacconi Sport
- 2001 –  Fassa Bortolo
- 2002 –  Fassa Bortolo
- 2003 –  Fassa Bortolo
- 2004 –  Team CSC
- 2005 –  Team CSC
- 2006 –  Team CSC
- 2007 –  Discovery Channel (tot 30-04)
- 2008 –  Liquigas (vanaf 24-10)
- 2009 –  Liquigas
- 2010 –  Liquigas-Doimo
- 2011 –  Liquigas-Cannondale
- 2012 –  Liquigas-Cannondale
- 2013 –  Cannondale Pro Cycling Team
- 2014 –  Cannondale Pro Cycling Team
- 2015 –  Tinkoff-Saxo